# Dmitri Ivanovski

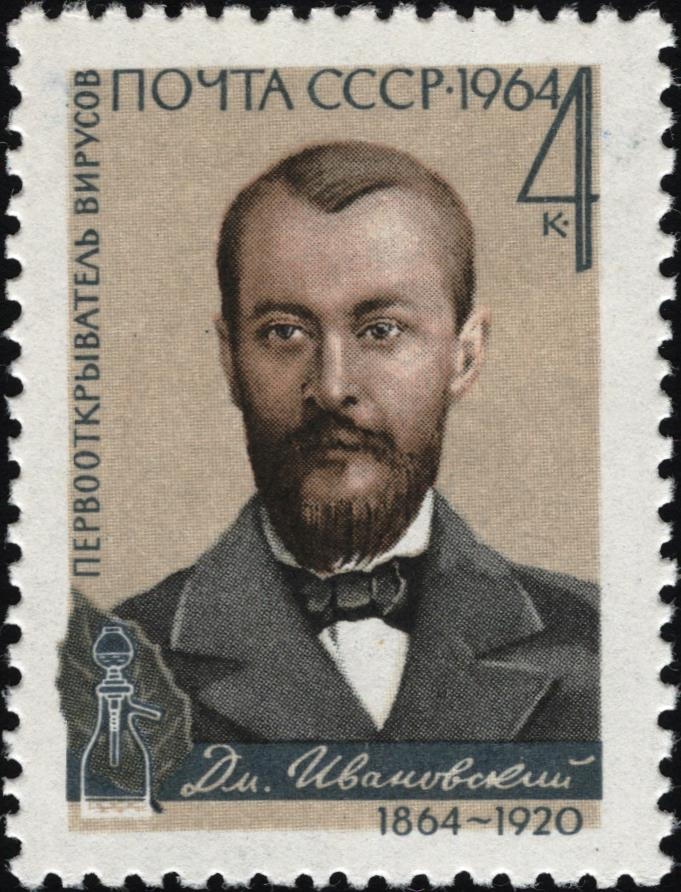
Sello de la Unión Soviética, Dmitri Ivanovski, 1964 (Michel 2978, Scott 2938).

Dmitri Iósifovich Ivanovski (en ruso: Дмитрий Иосифович Ивановский; 16 de octubrejul./ 28 de octubre de 1864greg., Nizi, Petersburgo - 20 de junio de 1920, Rostov del Don) fue un biólogo ruso, el primer científico en describir las características de una entidad acelular que denominó virus en 1892.
Ivanovski estudió en la Universidad de San Petersburgo y trabajó en San Petersburgo, Varsovia y Rostov del Don. En 1887, investigó una enfermedad que afectaba al tabaco. Tres años más tarde, investigó otra enfermedad, el mosaico del tabaco, de las plantas del tabaco, en esta ocasión en Crimea. Molió hojas extraídas de una planta infectada y pasó el cultivo por el filtro de Chamberland.
Su experimento mostró que la planta seguía infectada. De esta forma, logró comprobar que el agente infeccioso no era una bacteria y por lo tanto,  no se trataba de un agente infeccioso conocido. Investigaciones posteriores lograron identificar ese misterioso agente desconocido como un "virus", el primero que se descubría.

## Obra
- 1872. O dvuch boleznjach tabaka. Tabacnaja pepliza. Mozatcnaja bolezn´ tabaka. Sel`skoje chozaistvo i lesovodstvo St. Petersburg 169: 104-121

- 1903. Über die Mosaikkrankheit der Tabakpflanze. Zeitschrift für Pflanzenkrankheiten 13 (1): 1-41

## Honores

### Eponimia
- 1950: en reconocimiento de sus servicios excepcionales al Instituto Ivanovski de Virología de la Academia de Ciencias Médicas de la URSS (ahora la Academia de Ciencias Médicas) estableció un premio con el nombre de DI Ivanovski, otorgado cada tres años para el mejor trabajo científico en virología[7]